# Sinophorus masoni
Sinophorus masoni là một loài tò vò trong họ Ichneumonidae.